# Les Petits Chanteurs de Saint-Marc
Les Petits Chanteurs de Saint-Marc sont un chœur d'enfants, fondé à Lyon en septembre 1986 par Nicolas Porte, qui en est toujours le directeur musical et chef de chœur.
L’association des Petits Chanteurs de Saint-Marc annonce dans un communiqué le 18 octobre 2019 sa dissolution en raison d’une « situation financière » qui « s’est constamment dégradée et n’a pas pu être redressée malgré des avertissements répétés ». 
Le chœur d'enfants poursuit désormais son activité au sein de l'Académie Musicale Saint-Marc. Dénommé désormais Maîtrise Saint-Marc,  les activités, concerts, enregistrements, tournées n'ont jamais cessé. Il est toujours dirigé par Nicolas Porte et son recrutement s'est ouvert à tous les enfants de l'agglomération lyonnaise.

## Présentation
Le chœur est un ensemble mixte composé d'environ 40 enfants âgés de neuf à quinze ans. Tous sont scolarisés au collège Saint-Marc, à Lyon.
Avant la 6e, les enfants peuvent suivre une formation sérieuse au sein de la pré-maîtrise, ce qui permet d'intégrer le chœur avec déjà des notions musicales et vocales importantes.
Les Petits Chanteurs de Saint Marc forment la Maîtrise de la Basilique de Notre Dame de Fourvière depuis 1995. À ce titre, ils animent régulièrement les offices du sanctuaire.
Le chœur est engagé au sein de la Fédération Française des Petits Chanteurs. Cette fédération regroupe 120 chœurs en France, est elle-même rattachée à la Fédération Internationale des Pueri Cantores qui regroupe des milliers d'enfants sur tous les continents.
Le répertoire du chœur a privilégié la musique sacrée depuis le chant grégorien, mais le chœur excelle aussi dans la musique profane, populaire ou folklorique jusqu'à la musique contemporaine. Ils ont acquis une certaine notoriété depuis leur contribution vocale au film de Christophe Barratier Les Choristes en 2004.
Les Petits Chanteurs de Saint Marc ne cessent d'accroître cette notoriété à travers la France, ainsi qu'à l'étranger (tournées régulières en Europe et en Asie par exemple), fruit de leur travail de qualité.
15 ans après Les Choristes, les Petits Chanteurs de Saint-Marc n’existent plus, mais le chœur d'enfants poursuit désormais son activité au sein de l'Académie Musicale Saint-Marc.

## Solistes depuis 2004
- Jean-Baptiste Maunier (jusqu'en 2005)
- Emmanuel Lizé (2005-2007)
- Douglas Joyman (2005-2007)
- Jean Crevits (2007-2012)
- Jean-Baptiste Brulé (2010-2012)
- Jade Farabet (2012-2015)
- Emma Armer (2015-2016)
- Quentin Foltz (2013-2017)
- Priscille De Gayffier (2013-2017)
- Alix Delpy (2014-2018)
- Eléa Mouillac (2015-2019)
- Maxime Bonnaire (2016-2019)
- Marie De Gayffier (2018-2019)

## Discographie
- Les Petits Chanteurs de Saint-Marc (1988) ;
- Les Petits Chanteurs de Saint-Marc (1991) ;
- Salve Regina (1993) ;
- Musique Sacrée Notre Dame de Fourvière (1998) ;
- Messes de Joseph Haydn (1999) ;
- Récital (2004) ;
- Les Choristes (bande originale du film, 2004) ;
- Les Choristes en concert (2005) ;
- Nos Rêves (2005) ;
- Dans la cour des grands (2008) ;
- Los Chicos del Coro (2008) ;
- Les petits chanteurs de Saint-Marc chantent Les Beatles (2011) ;
- De Cine (2013).
- Recital (2014)

## Filmographie
Les Petits Chanteurs de Saint-Marc ont acquis une grande notoriété avec le film Les Choristes. À la suite du film, ils ont enregistré Les choristes en concert qui reprend une partie de la Bande Originale du film (Ed-DVD), Après avoir joué de nombreuses fois l'opéra-comique de Mozart Bastien et Bastienne, ils l'ont enregistré et en ont produit un DVD.

## Humanitaire
Le 22 décembre 2008, Les Petits Chanteurs de Saint Marc ont participé au concert caritatif Milka Rêve de Neige au Stade de France.
L'argent récolté à l'issue de certains concerts est intégralement reversé à des associations caritatives, c'est parfois le cas à la période des fêtes[réf. souhaitée].
Lors de la tournée en Espagne de janvier 2011, les petits chanteurs enregistrent le vidéoclip d'une reprise de la chanson de Carlos Jean, Ay Haiti, chanson humanitaire au profit des victimes du tremblement de terre à Haïti en 2010. La voix de la chanteuse Shakira, qui chantait déjà dans la version originale du titre, est intégrée à la bande son de la performance des petits chanteurs.

## Télévision
Le 18 décembre 2010, l'émission Envoyé spécial, la suite sur France 2 est consacrée aux Petits chanteurs de Saint Marc et à Jean-Baptiste Maunier. 
Les Petits Chanteurs participent aussi sur France 2 à l'émission Vivement Dimanche[Quand ?], animée par Michel Drucker en compagnie de Baptiste Charden (le fils de la chanteuse Stone). 
Le 14 septembre 2014, ils participent à l'émission Le monument préféré des Français, présentée par Stéphane Bern.